# 15 de maig
El 15 de maig és el cent trenta-cinquè dia de l'any del calendari gregorià i el cent trenta-sisè en els anys de traspàs. Queden 230 dies per a finalitzar l'any.

## Esdeveniments
Països Catalans
- 1325 - Xirivella: a la seva alqueria de Xirivella, Ramon Muntaner comença a escriure la seva Crònica.[1]
- 1644 - Lleida: L'exèrcit francès és derrotat per l'exèrcit espanyol en la batalla de Lleida a les portes de la ciutat quan aquests intentaven de conquerir-la (Guerra dels Segadors).
- 1915 - Barcelona: Primer número de La Revista publicació, bàsicament de caràcter literari, editada a Barcelona entre els anys 1915i 1936, i dirigida per Josep Maria López-Picó.[2]
- 1924 - Barcelona: Primer número de la Gaseta de les Arts, una revista d'art, història de l'art i arqueologia que es publicà fins al 1930.[3]
- 1967 - Barcelona: Tanca les portes el Teatre Candilejas.[4]
- 1994 - Portbou: S'inaugura el Memorial Passatges a Walter Benjamin, que estén el reconeixement a tots els éssers anònims que marxen a l'exili cercant la llibertat.[5]
- 1995 - Barcelona: Vicent Partal i Assumpció Maresma posen en marxa La Infopista, el primer directori de recursos en català a Internet, i precedent de Vilaweb.[6]

Resta del món
- 1252 - El Papa Innocenci IV promulga la butlla ad extirpanda, que autoritza la tortura als heretges per la Inquisició.
- 1548 - Augsburg (al Sacre Imperi) : La dieta imperial aprova l'ínterim d'Augsburg, una disposició provisional sobre el protestantisme
- 1618 - Johannes Kepler confirma el seu primer descobriment, rebutjat en un principi, de la tercera llei del moviment dels planetes (descrita per primer cop el 8 de maig però aviat rebutjada després d'alguns càlculs).
- 1756 - Regne de la Gran Bretanya declara la guerra al Regne de França. S'inicia la Guerra dels Set Anys.[7]
- 1768 - Versalles (França): França i la República de Gènova signen el Tractat de Versalles de 1768 en el qual Còrsega passa ser definitivament francesa.
- 1811 - Paraguai: Es declara la independència del Paraguai, s'independitza d'Espanya. És el primer país sud-americà en tenir la independència permanent.
- 1855 -
  - París: S'hi inaugura l'Exposició Universal de París, amb «productes de l'agricultura, de la indústria i les belles arts».[8]
  - Londres: en el gran robatori d'or de 1855 s'hi roben 91 quilos d'or.
- 1869 - Nova York: Elizabeth C. Stanton i Susan B. Anthony funden la National Woman Suffrage Association.
- 1897 - Es funda el Comitè Científic Humanitari, organització de defensa dels drets dels homosexuals i transsexuals.
- 1940 - San Bernardino, Califòrnia, EUA: McDonald's obre el seu primer restaurant.
- 1943 - al voltant del riu Sutjeska, Hercegovina: Comença l'ofensiva en la batalla del Sutjeska o Operació Schwarz. Segona Guerra Mundial, atac de les Potències de l'Eix contra els partisans iugoslaus.
- 1955 - Viena, Àustria: Es signa el Tractat de l'Estat Austríac, Àustria recupera la seva independència, després de l'Anschluss (annexió) del 1938, quan passà a formar part del Tercer Reich.[9]
- 1990 - El retrat El doctor Paul Gachet de Vincent van Gogh és venut per la xifra rècord de 82,5 milions de dòlars.
- 2002: l'equip de futbol español Reial Madrid guanya per novena vegada la Copa d'Europa.
- 2004: Sud-àfrica és triat seu per a la Copa del Món de Futbol de 2010, convertint-se en el primer país africà a organitzar la màxima competència futbolística internacional i el segon a organitzar un esdeveniment esportiu massiu sent el primer el Mundial de Rugbi de 1995 celebrat a Sud-àfrica mateixa
- 2006 - Itàlia: Giorgio Napolitano, comença al mandat com a President d'Itàlia. És el primer cop que un excomunista ocupa aquest càrrec.
- 2011 - S'inicia el Moviment del 15-M o moviment dels Indignats, protestes ciutadanes pacífiques que reivindiquen un canvi radical en la política espanyola i la seva societat.

## Naixements
Països Catalans
- 1831 - Prats de Molló, Alt Vallespir: Carles Bosch de la Trinxeria, escriptor català de la Renaixença (m. 1897).[10]
- 1837 - Igualada: Benet Malvehí i Piqué, dibuixant i mestre veler (m. 1892).[11]
- 1879 - Sant Feliu de Guíxols: Gertrudis Romaguera Valls, pintora i professora a l'Escola d'Arts i Oficis de Sant Feliu (m. 1965).[12]
- 1885 - Igualada: Clotilde Godó, pianista, deixebla d'Enric Granados i amant seva (m. 1988).[13]
- 1897 - Barcelona: Vilfred Ricart, enginyer català famós pels seus desenvolupaments en l'automoció i l'aeronàutica. Destaca la seva aportació en el disseny i fabricació de motors d'aviació, cotxes, camions, com el mític Pegaso Z-102 o l'Hispano Suiza.
- 1901 - Barcelona: Adi Enberg, periodista, poliglota, aventurera i espia, companya intermitent de Josep Pla (m. 1989).[14]
- 1909 - Cocentaina, Comtat: Gustau Pascual Falcó, músic i compositor valencià, autor del pas-doble Paquito el Chocolatero (m. 1946).
- 1917 - Barcelona: Elvira Elias i Cornet, il·lustradora i escriptora de llibres infantils i cançoners (m. 2016).[15]
- 1931 - Barcelona: Carmen Añón Feliú, paisatgista, especialista en paisatges culturals i històrics.[16]
- 1942 - Girona: Dolors Oller i Rovira, escriptora, crítica literària i professora de literatura catalana.[17]
- 1945 - Terrassaː Teresa Capella i Martí, joiera i orfebre.[18]
- 1948 - Sallent, Bages: Jaume Sorribas i Garcia, actor català (m. 2008).
- 1962 - Barcelona: Teresa Solana i Mir, escriptora de novel·la negra catalana.[19]
- 1972 - La Seu d'Urgell, Oliana, l'Alt Urgell: Isidre Esteve Pujol, motorista català de ral·lis.
- 1973 - Breda: Marta Sibina, activista i infermera catalana, membre de Cafè amb llet.[20]
- 2020 - Madrid: Joan Genovés i Candel, pintor i artista gràfic valencià.(n. 1930).[21]

Resta del món
- 1567 - Cremona: Claudio Monteverdi, compositor italià.[22]
- 1577 - Mòdena: Sulpitia Lodovica Cesis, compositora i llaütista italiana (m. circa 1619).[23]
- 1759 - Viena, Àustria: Maria Theresia Paradies (o von Paradis) pianista, cantant i compositora austríaca (m. 1824).[24]
- 1773 - Coblença (Alemanya): Klemens Wenzel von Metternich, polític austíac, que va tenir un paper molt important al Congrés de Viena després de les guerres napoleòniques (m. 1859).[25]
- 1801 - Brody, Galítsia: Joseph Ludwig Raabe, matemàtic suís.
- 1803 - Michoacán, Mèxic: Juan Nepomuceno Almonte, Ministre de l'Imperi Mexicà i President de la Regència.
- 1808 - Limerick (Irlanda): Michael William Balfe, baríton i compositor irlandès (m. 1870).[26]
- 1845 - Khàrkiv, Imperi Rus: Ilià Métxnikov fou un microbiòleg (m. 1916).[27]
- 1851 - Hamburg, Alemanya: Marie Lehmann, soprano operística alemanya (m. 1931).[28]
- 1855 - Schloss Tels-Paddern, Curlàndia: Eduard von Keyserling, novel·lista i dramaturg germanobàltic, exponent de l'impressionisme literari.
- 1856 - Chittenango, Estat de Nova York, EUA: Lyman Frank Baum, escriptor estatunidenc. Escriptor del llibre El meravellós màgic d'Oz (m. 1919).[29]
- 1857 - Dundee, Escòcia: Williamina Fleming, astrònoma estatunidenca (m. 1911).[30]
- 1859 - París, França: Pierre Curie, físic francès. Descobridor de la piezoelectricitat. Premi Nobel de Física l'any 1903, juntament amb Marie Curie i Antoine Henri Becquerel, per les investigacions en el camp la radiació descoberta per Henri Becquerel (m. 1906).[31]
- 1862 - Viena, Àustria: Arthur Schnitzler, dramaturg i novel·lista austríac en llengua alemanya, metge neuròleg de professió (m. 1931).[32]
- 1865 - Glasgow, Escòciaː Alice Everett, astrònoma i enginyera britànica (m. 1949).[33]
- 1871 - Estocolm: Naima Sahlbom, química sueca, mineralogista, i activista per la pau (m. 1957).[34]
- 1890 - Indian Creek, Texas: Katherine Anne Porter, escriptora, periodista i activista política (m. 1980).[35]
- 1898 - Courbevoi: Arletty, pseudònim de Léonie Bathiat, actriu de teatre i cinema, model i cantant francesa (m. 1992).[36]
- 1903 - Dresden: Maria Reiche, matemàtica i arqueòloga alemanya, investigadora de les línies de Nazca al Perú (m. 1998).[37]
- 1909 - Huddersfield, Yorkshire, Regne Unit: James Mason, actor de teatre i cinema anglès.[38]
- 1914 - Khumbu, Nepal: Tenzing Norgay, xerpa que va pujar per primera vegada a l'Everest, juntament amb Edmund Hillary (m. 1986).[39]
- 1915 - Gary, Indiana, EUA: Paul Samuelson, economista guardonat amb el Premi Nobel d'Economia el 1970 (m. 2009).[40]
- 1919 - Pointe Michel, Dominica: Eugenia Charles, advocada i política dominicana, Primera Ministra de Dominica.[41]
- 1925 - Norfolk, Anglaterra: Mary Frances Lyon, genetista anglesa (m. 2014).[42]
- 1930 - (Augusta, Geòrgia (EUA): Jasper Johns, pintor, escultor i artista gràfic estatunidenc que ha integrat a la seva expressió pictòrica una sèrie d'elements de l'Art Pop.[43]
- 1937 - Praga, Txecoslovàquia: Madeleine Albright, primera dona a ser Secretària d'Estat dels Estats Units (1997 i 2001).[44]
- 1938 - Toló, França: Mireille Darc fou una actriu provençal i model francesa.[45]
- 1948 - Woodbridge (Anglaterra): Brian Eno, teclista i compositor de música electrònica.[46]
- 1951 - Mineola, Nova York (EUA): Frank Wilczek, físic nord-americà, Premi Nobel de Física de l'any 2004.[47]
- 1953 - Reading, Anglaterra: Mike Oldfield, compositor i músic.
- 1955 - Madrid: El Gran Wyoming, humorista, presentador de televisió, actor, músic, escriptor, columnista i metge espanyol.
- 1966 - Israelː Ruth Halperin-Kaddari, jurista i defensora internacional dels drets de les dones.[48]
- 1970 - Hoorn, Països Baixos: Ronald de Boer i Frank de Boer, bessons. Futbolistes professionals.
- 1982 - Knyse, Líban: Layàl Abboud, cantant libanesa de música pop.
- 1987 - Dunblane, Escòcia: Andy Murray, tennista escocès.[49]
- 1996 - 
  - Lymington, Anglaterra: Birdy, cantant i compositora anglesa.[cal citació]
  - Balanegra, Almeria: Nerea Camacho, actriu espanyola.[50]
- 1997 - Vernon, França: Ousmane Dembélé és un futbolista professional francès.

## Necrològiques
Països Catalans
- 1897 - Barcelona: Josep Fontserè i Mestre, mestre d'obres català, com ara el Parc de la Ciutadella i el Mercat del Born (n. 1829).[51]
- 1939 - Barcelona: Joaquim Ruyra i Oms, escriptor català.[52]
- 1991 - Malgrat de Mar: Vicenç Riera-Llorca, escriptor català. (n. 1903).[53]
- 2010 - Barcelonaː Maria Rosa Virós i Galtier, advocada, primera rectora d'universitat a Catalunya, Creu de Sant Jordi (n. 1935).[54]

Resta del món
- 392 - Viena del Delfinat (Gàl·lia): Valentinià II, emperador romà de l'Imperi Romà d'Occident. Fou trobat penjat, es va parlar de suïcidi, segons algunes fonts és possible que fos assassinat (n. 371).[55]
- 1174 - Damasc: Nur al-Din Mahmud, el més destacat atabeg zengita de Síria, fill del fundador Zengi.
- 1634 - Kampen (Països Baixos): Hendrick Avercamp, pintor neerlandès que va pintar sobretot escenes de patinatge (n. 1585).[56]
- 1698 - Auteuil: Marie Champmeslé, actriu francesa del segle xvii (n. 1642).[57]
- 1700 - Beverly (Massachusetts, EUA) - John Hale, el principal "caçador" de bruixes estatunidenc.
- 1786 - Lidköping, Suèciaː Eva Ekeblad, agrònoma, científica, amfitriona de salons literaris (n. 1724).[58]
- 1794 - Beaulieu Castle: Suzanne Curchod, salonnière i escriptora francosuïssa (n. 1737).[59]
- 1818, Venècia: Maddalena Laura Lombardini Sirmen, compositora i violinista italiana.[60]
- 1835 - Parísː Pauline Auzou, pintora francesa i professora d'art (n. 1775).[61]
- 1873 - Heidelberg, Alemanya) : Alexandre Joan Cuza o Alexandre Joan I (en romanès) Alexandru Ioan Cuza, fundador de la Romania moderna, el príncep de la Unió, i el primer príncep de Romania (n. 1820).[25]
- 1886 - Amherst, Massachusetts, EUA: Emily Dickinson, poetessa americana. Una figura important en la poesia americana del segle xix.[62]
- 1924 - Bordeus, França: Paul d'Estournelles de Constant, Premi Nobel de la Pau l'any 1909: Pels seus esforços en l'arbitratge en la pau internacional. (n. 1852).[63]
- 1935 - Leningrad, URSS: Kazimir Malèvitx, pintor i teorètic ucraïnès de l'avantguarda soviètica. Creador del Suprematisme (n. 1878).[64]
- 1945 - Washington, D. C. (EUA): Charles Martel, bibliotecari suís, establert als Estats Units i cocreador de la Classificació de la Biblioteca del Congrés (n. 1860).
- 1950 - Cambridge, EUAː Alice Stone Blackwell, poeta, escriptora, feminista i sufragista americana (n. 1857).[65]
- 1967 - Nova York (EUA): Edward Hopper, pintor novaiorquès (n. 1882).[66]
- 1995 - Faenzaː Pia Tassinari, soprano italiana (n. 1903).[67]
- 2003 -
  - Anvers, Bèlgica: Rik van Steenbergen, ciclista belga. Fou tres vegades Campió del Món de ciclisme.
  - Hendersonville, Tennessee: June Carter Cash, cantant, compositora, actriu nord-americana, líder en la música country (n. 1929).[68]
- 2006 - París: Cheikha Remitti, cantant algeriana pionera de la música raï (n. 1923).[69]
- 2008 - Tucson, Arizona (EUA): Willis Lamb, físic estatunidenc, Premi Nobel de Física de l'any 1955 (n. 1913).[70]
- 2009 - 
  - Còrdova, Espanya: Carlos Castilla del Pino, psiquiatre espanyol (n. 1922).[71]
  - Roma, Itàliaː Susanna Agnelli, empresària, política i escriptora italiana (n. 1922).[72]
- 2012 - Ciutat de Mèxic (Mèxic): Carlos Fuentes Macías, advocat i escriptor mexicà (n. 1928).[73]

## Festes i commemoracions
- Santoral: sants Isidre el Llaurador, patró dels pagesos: es fan celebracions en algunes poblacions agrícoles; Caleb d'Aksum, rei; Cassi de Clarmont, bisbe; Severí de Septempeda, bisbe de Sanseverino Marche; Rupert de Bingen, duc; Witesind de Còrdova, màrtir; santa Joana de Lestonnac, fundadora de la Companyia de Maria: celebracions als col·legis de l'orde; Set barons apostòlics, bisbes llegendaris; Indaleci d'Urci, bisbe; llegendari; Visori de Labuerda, eremita; Sofia màrtir; beat Andreu Abellon, dominic; venerable Rosa Ojeda i Creus, fundadora de les Germanes Carmelites de Sant Josep; serventa de Déu Magdalena Aulina i Saurina, fundadora de l'Institut Secular de les Operàries Parroquials; Torquat d'Empúries, sant llegendari.
- Festa local de Cabanes (Alt Empordà)
- Festa major de Madrid (Espanya).
- Dia Internacional de les Famílies